# Miroslav Krleža
Miroslav Krleža (cu litere chirilice: Мирослав Крлежа; n. 7 iulie 1893, Zagreb, Regatul autonom Croația-Slavonia – d. 29 decembrie 1981, Zagreb, Republica Socialistă Croația, RSF Iugoslavia) a fost un scriitor croat, considerat cel mai important din secolul al XX-lea. S-a născut la Zagreb, a fost combatant în Primul Război Mondial și a rămas cel mai important scriitor iugoslav până la moartea sa.

## Scrieri

### Roman și nuvelă
- 1932: Întoarcerea lui Filip Latinovicz ("Povratak Filipa Latinovicza")
- 1932: O mie și unu de morți ("Hiljadu i jedna smrt")
- 1938: Pe marginea cauzei
- 1939: Banchetul în Blitva ("Banket u Blitvi")
- 1967: Stindardele (în 6 volume)

### Teatru
- 1914: Legenda
- 1922: Golgota
- 1924: Vučjak
- 1928: Domnii Glembaj ("Gospoda Glembajevi")

### Poezie
- 1919: Lirika
- 1936: Baladele lui Petrika Kerempuh ("Balade Petrice Kerempuha")
- 1937: Cântecele tenebrelor ("Pjesme u tmini").

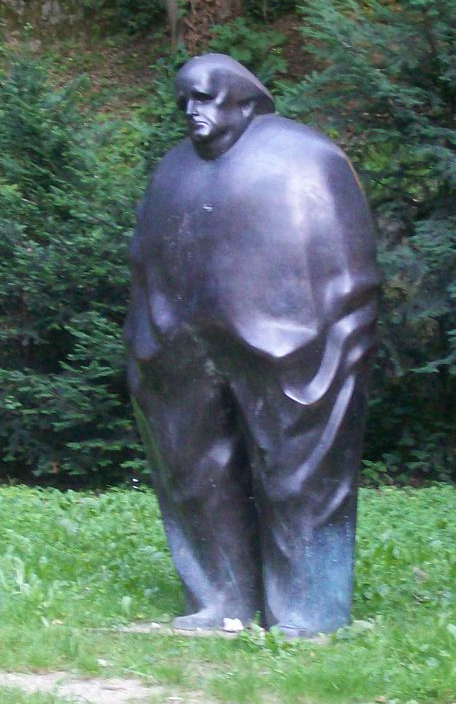
Monumentul lui Miroslav Krleža din Zagreb

Poezia „Noapte de iunie” a fost tradusă de Maria Babuș și inclusă în colecția Din lirica de dragoste a lumii.

## Vezi și
- Listă de scriitori croați